# Thalictrum acutifolium
Thalictrum acutifolium là một loài thực vật có hoa trong họ Mao lương. Loài này được (Hand.-Mazz.) B. Boivin miêu tả khoa học đầu tiên năm 1944.